# ثيودور أوتو داينر
ثيودور أوتو داينر (بالإنجليزية: Theodor Otto Diener)‏ هو أستاذ جامعي وعالم نبات أمريكي، ولد في 28 فبراير 1921 في زيورخ في سويسرا.